# Regina Baresi
Regina Elena Baresi (Milán, 26 de septiembre de 1991) es una exfutbolista italiana que jugó como delantera.

## Carrera deportiva
Después de practicar diferentes deportes cuando era niña, a los 12 años Baresi ingresó al equipo juvenil femenino del Inter de Milán .  En 2009, el equipo ascendió al primer equipo y pronto ella se convirtió en su capitana. En 2013 ganó el campeonato de la Serie A2 con los nerazzurri, obteniendo el ascenso a la Serie A; al año siguiente, sin embargo, no pudieron evitar el descenso inmediato del equipo. Por lo tanto, durante los siguientes cuatro años juega regularmente en la serie cadete con el equipo milanés.
Durante la temporada 2018-19 se convirtió en la primera capitana de la recién formada sección femenina del Inter de Milán, establecida tras la compra del título deportivo al Inter de Milán;  ese mismo año participó en la victoria del campeonato de la Serie B y en el histórico ascenso del equipo a la Serie A. 

## Vida personal
Además de deportes, Baresi trabaja como comentarista de televisión, habiendo participado en retransmisiones como La moviola es igual para todos en Mediaset Premium,  y Quelli che il calcio y La Domenica Sportiva en Rai 2, y comentado en Rai 1 para la Copa Mundial Femenina de la FIFA 2019 . Es abiertamente lesbiana; su novia es la jugadora de fútbol Julie Debever.
Baresi es hija de Giuseppe Baresi, excapitán del Inter de Milán,  y sobrina de Franco Baresi, que jugó en el AC Milan.